# Bach Collegium Japan
Il Bach Collegium Japan (o BCJ) è un'orchestra specializzata nell'interpretazione di musica barocca su strumenti d'epoca.

## Storia
Il Bach Collegium Japan venne fondato nel 1990 da Masaaki Suzuki con il proposito di avvicinare il pubblico giapponese alla musica barocca europea. Da allora Suzuki ne fu sempre il direttore.
L'orchestra svolge annuali serie di concerti sulle cantate di Johann Sebastian Bach, sui lavori vocali di Dietrich Buxtehude e su numerose composizioni strumentali.
Recentemente, il Bach Collegium Japan ha esteso la propria attività anche al di fuori del Giappone, esibendosi in tutto il mondo.

## Discografia
Dal 1995 il Bach Collegium Japan ha registrato cinquanta CD. Fra di essi, la maggior parte delle cantate di Bach e i mottetti (interpretazione vincitrice del Preis der Deutschen Schallplattenkritik, del premio Diapason d'Or de l'Année 2010 e del 2011 BBC Music Magazine Award).
Fra le altre interpretazioni si segnalano il Messiah di Georg Friedrich Händel, la Passione secondo Matteo, la Passione secondo Giovanni e la Messa in Si minore di Johann Sebastian Bach.